# Forcipomyia macronyx
Forcipomyia macronyx är en tvåvingeart som beskrevs av Maurice Emile Marie Goetghebuer 1933. Forcipomyia macronyx ingår i släktet Forcipomyia och familjen svidknott. Inga underarter finns listade i Catalogue of Life.